# Balzac (Rodin)

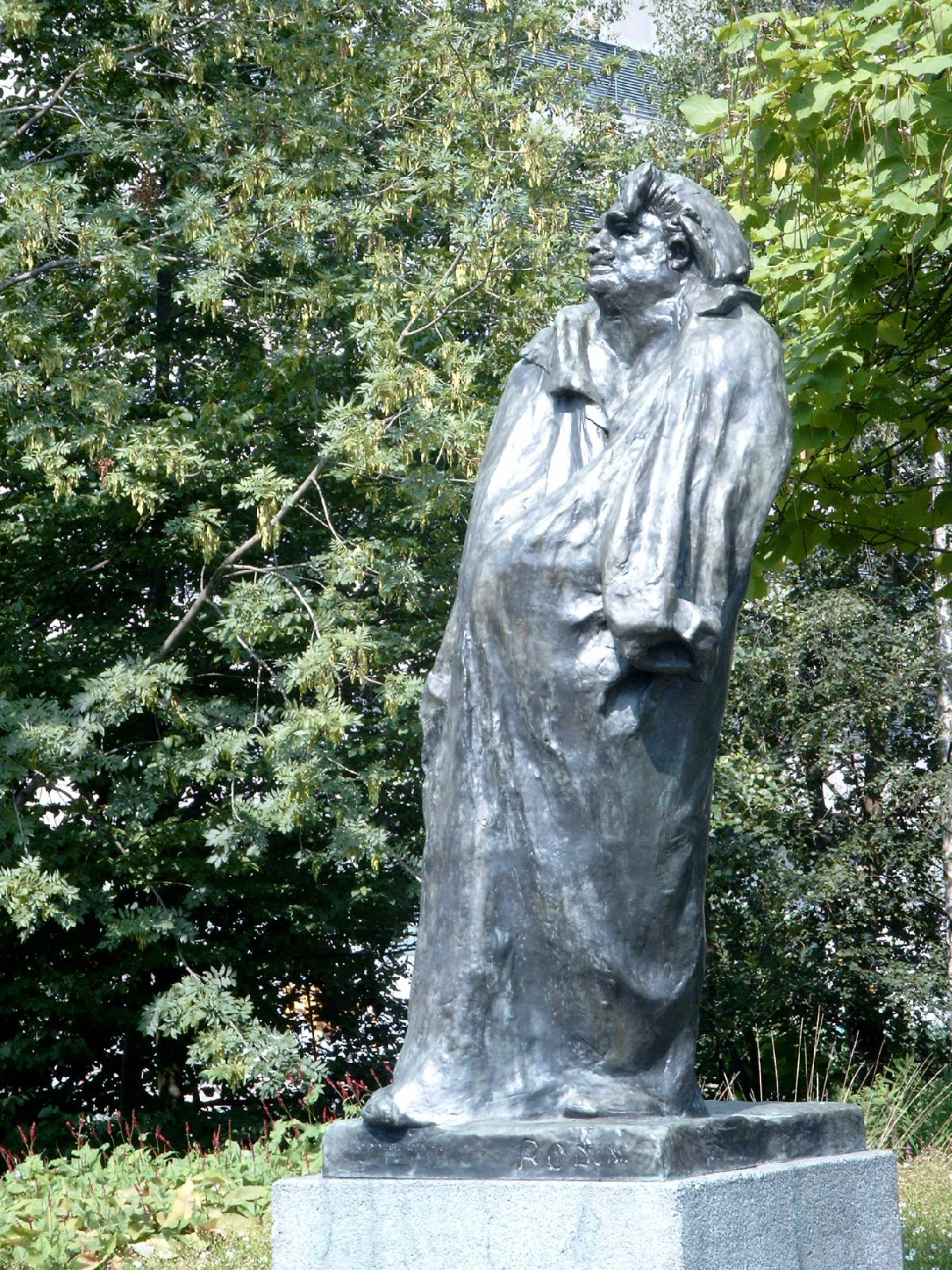
Honoré de Balzac

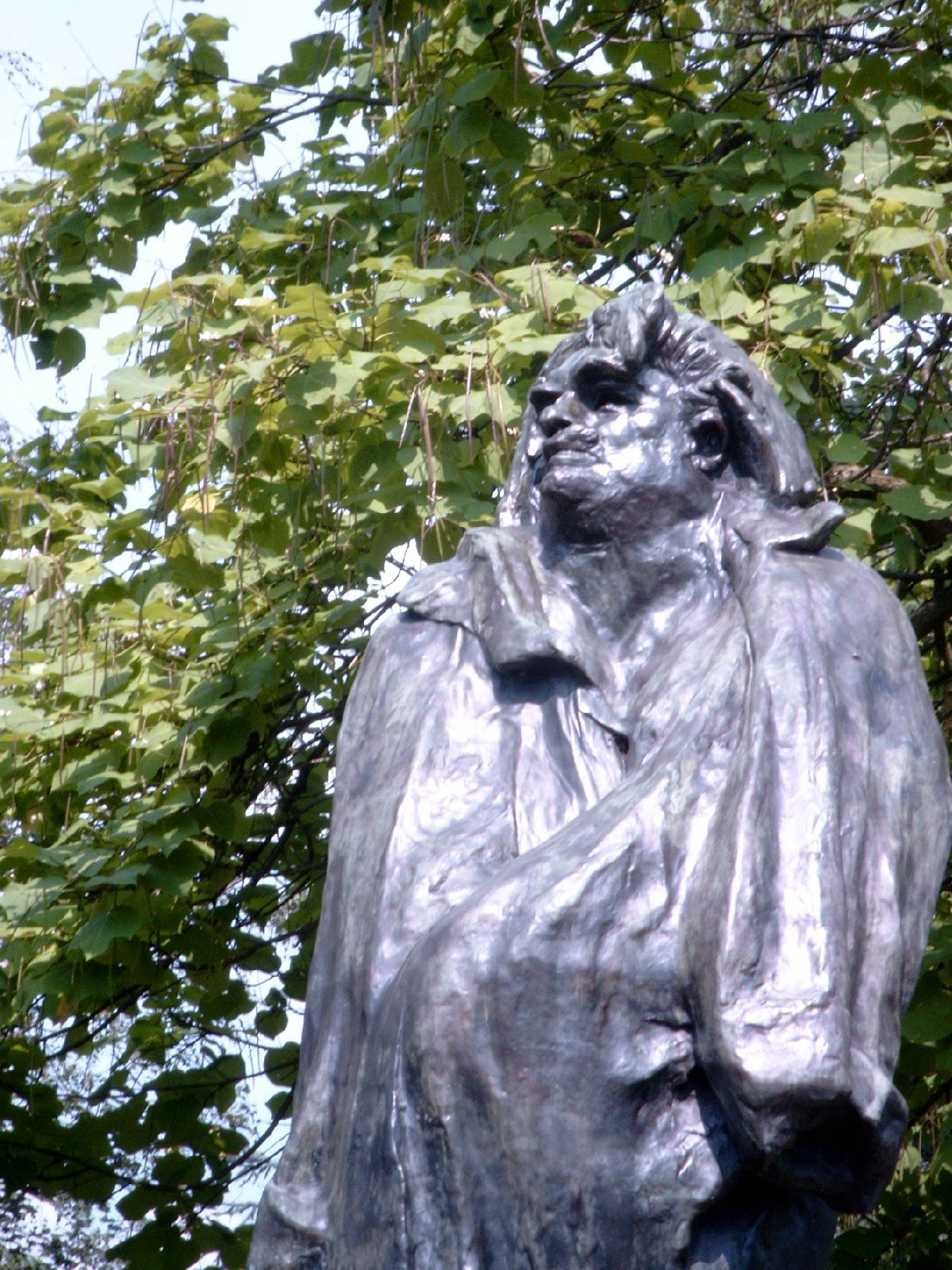
detail Honoré de Balzac

Balzac is een beeldhouwwerk van de Franse beeldhouwer Auguste Rodin. Begonnen in 1891 werkt Rodin zijn algemeen als absoluut meesterwerk geziene Balzac af in 1898, als eerbetoon aan de, naar de mening van velen, grootste romanschrijver uit de wereldliteratuur Honoré de Balzac.
De Franse schrijver André Malraux, overweldigd door deze sculptuur, omschreef ze als un chène foudroyé. Een ander Frans schrijver Léon Daudet verklaarde: "Ce Balzac est à la fois celui de l'abandon, de la maladie de coeur et de la Comédie humaine ... C'est un halluciné presque agonisant qui regarde l'immortalité face à face."
Het beeld werd echter afgewezen door de Societé des gens de lettres. De heren ergerden zich aan de onbehouwen structuur van het standbeeld, waarin ze nauwelijks een ruw onafgewerkt ontwerp zagen. Latere kunstenaars als Pablo Picasso, André Masson, Tal Coat, Emil de Kermadec, Cecile Rey-Millet, André Derain, Albert Marquet, Elie Lascaut en Balthazar Balthus bestempelden het als meesterwerk.
Het imposante werk is op zijn minst op vijf plekken te zien: op de kruising van Boulevard Raspail met Boulevard Montparnasse in Parijs, in de tuin van het Musée Rodin in Parijs, in het openluchtmuseum Middelheim te Antwerpen, in de tuin van het Van Abbemuseum in Eindhoven en in het Museum of Modern Art in Manhattan, New York.

## Foto's

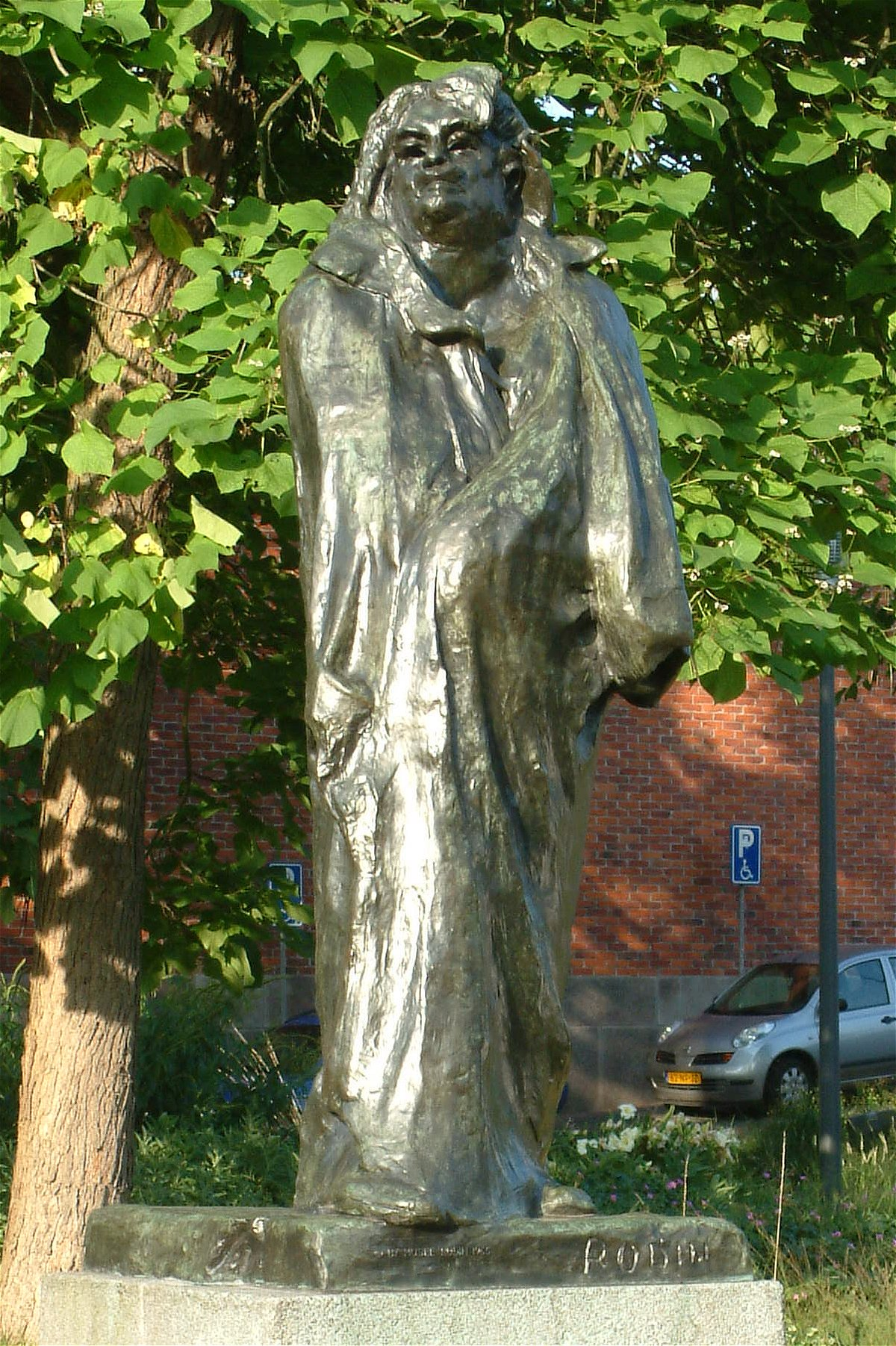
Beeld voor het van Abbemuseum